# حكومة سيكيم

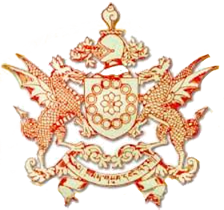

حكومة سيكيم المعروف أيضا باسم حكومة ولاية سيكيم وتعرف محليا بأسم حكومة الولاية: وهي السلطة الحاكمة العليا لولاية سيكيم الهندية ومقاطعاتها الأربعة. وتتكون من السلطة التنفيذية ممثلة بمحافظ سيكيم والسلطة القضائية والتشريعية التي تقودها.
محافظ سيكيم هو الحاكم المعين من قبل رئيس الهند بناء على توجيه من الحكومة المركزية مثل ولايات الأخرى في الهند. تضم غانتوك عاصمة سيكيم مبنى فيدن (المجلس التشريعي). وتقع المحكمة العليا لسيكيم في غانتوك أيضا.
الجمعية التشريعية الحالية سيكيم هي غرفة واحدة تتكون من 32 عضو في الجمعية التشريعية (M.L.A). مدته 5 سنوات.